# Villa Hermosa (Zihuatanejo)
Villa Hermosa es una localidad del estado mexicano de Guerrero. Es parte del municipio de Zihuatanejo de Azueta.

## Demografía
| Gráfica de evolución demográfica |
|                                  |

| Censo | Población |
| ----- | --------- |
| 1980  | 80        |
| 1990  | 184       |
| 2000  | 761       |
| 2010  | 1 519     |
| 2020  | 1 484     |